# Federico Mena
Federico Mena Quintero je mexický programátor.
Když pracoval v Red Hatu, psal GNOME Canvas. Také udržoval program GIMP v chodu a byl jedním z prvních najatých firmou Ximian (nyní Novell), kde pracuje dodnes. Společně s Miguelem de Icazou založil v srpnu 1997 projekt GNOME.
Navštívil mexickou National Autonomous University (UNAM), kde se potkal s de Icazou studujícím informatiku. Poté odešel ke společnosti Red Hat v USA. Nejdéle žil v Ciudad de México, ale v současnosti žije v Xalapě se svou ženou Oralií.